# Xerocladia viridiramis
Genre
Espèce
Xerocladia viridiramis est une espèce de plantes à fleurs dicotylédones de la famille des Fabaceae, sous-famille des Mimosoideae, originaire d'Afrique australe.
C'est l'unique espèce du genre Xerocladia (genre monotypique).